# Grand Bank
Grand Bank est une municipalité canadienne de la province de Terre-Neuve-et-Labrador. Elle est située au bout de la péninsule de Burin, proche de l'archipel français de Saint-Pierre-et-Miquelon.

## Histoire
Elle fut peuplée de pêcheurs français dès 1640.

## Démographie
Le recensement de 2016 y dénombre 2 310 habitants, 4,3 % de moins qu'en 2001. Ils sont pour la plupart anglophones.
| 2001  | 2006  | 2011  | 2016  |
| ----- | ----- | ----- | ----- |
| 2 841 | 2 580 | 2 415 | 2 310 |